# Національний кабінет (Австралія)
Національний кабінет міністрів є основним австралійським міжурядовим форумом для прийняття рішень, до складу якого входять прем'єр- міністр, прем'єр-міністри 6 штатів і головні міністри 2 материкових територій Австралії.
Національний кабінет був заснований 13 березня 2020 року у відповідь на епідемію COVID-19, та замінив нині неіснуючу Раду урядів Австралії (COAG) як основний міжурядовий форум 29 травня 2020 року, посилаючись на надмірну бюрократію та рідкісні зустрічі. Національний кабінет складається з головного форуму (союзний прем'єр-міністр, прем'єр-міністри штатів та головні міністри територій) та спеціалізованих комітетів, які зосереджуються на: сільській та регіональній Австралії, кваліфікації, інфраструктурі, охороні здоров'я, транспорті, народонаселенні та міграції, та енергетиці.

## Історія та опис
Про формування Національного кабінету міністрів оголосив прем'єр-міністр Скотт Моррісон 13 березня 2020 року після засідання Ради урядів Австралії (COAG). Він був створений через угоду про «Національне партнерство з протидії COVID-19» для «координації та надання послідовних загальнонаціональних заходів проти COVID-19» під час глобальної пандемії COVID-19.
Прем'єр-міністр Нової Зеландії Джасінда Ардерн приєдналася до засідання Національного кабінету в травні 2020 року, щоб обговорити економічні переваги поїздок між двома країнами через Тасманове море.
Національний кабінет був описаний як подібний на військовий кабінет Австралії під час Другої світової війни. У розпал епідемії (до широкого розповсюдження вакцин проти COVID-19) засідання Національного кабінету проводилися за допомогою безпечної відеоконференції. Національний кабінет критикували за його секретність.

## Роль і обов'язки
Національний кабінет відповідає за схвалення та координацію загальнодержавних заходів в Австралії у відповідь на епідемію коронавірусної хвороби. Його консультує та підтримує Головний комітет охорони здоров'я Австралії (AHPPC), діючий орган, що складається з головного медичного спеціаліста Співдружності Брендана Мерфі та головних спеціалістів охорони здоров'я кожного штату та території. Головний комітет охорони здоров'я Австралії використовує доступні на даний момент моделювання, дослідження та дані для інформування про рішення, прийняті Національним кабінетом.
Прем'єр-міністр Австралії сказав, що національний кабінет має «статус засідання кабінету» на федеральному рівні, що означає, що він має такий самий захист конфіденційності та свободи інформації, як і федеральний кабінет відповідно до Закону про свободу інформації 1982 року. Юридичні повноваження для більшої частини цієї структури базуються на практиці та конвенціях, що містяться в офіційному Посібнику Кабінету міністрів; але строго кажучи, засновані на Вестмінстерській системі, рішення кабінету самі по собі не мають законної сили. Юридична сила надходить від Федеральної виконавчої ради, яка надає юридичної сили рішенням, прийнятим кабінетом. У Частині 6 (46) «Національного партнерства з протидії COVID-19» зазначено, що сторони «не мають наміру, щоб будь-які положення цієї Угоди мали юридичну силу».
Спеціаліст з питань публічної політики Дженніфер Мензіс описує Національний кабінет як «Раду урядів Австралії під іншим ім'ям», який взяв на себе керівну роль під час загальнонаціональної кризи. Вона пише: «Національний кабінет міністрів, хоча його і називають кабінетом, технічно є міжурядовим форумом. Конвенції та правила кабінету, такі як солідарність кабінету та положення про секретність, не застосовуються до національного кабінету. Його влада така, якою керують лідери всіх країн. Австралійські юрисдикції ведуть переговори від імені свого народу та виконують прийняті рішення». Ця модель отримала назву «виконавчого федералізму».

## Зустрічі та прес-релізи
- 16 березня 2020: Оголошення про «значне посилення» пандемії, за порадою служби охорони здоров'я, із додатковими заходами для зменшення передачі інфекції серед населення. Серед них заборона на причалювання круїзних лайнерів, посилений контроль прибулих і обов'язкова самоізоляція для всіх, хто прибуває до Австралії. Національний кабінет міністрів також активував другий етап Плану реагування на надзвичайні ситуації сектору охорони здоров'я Австралії щодо нового коронавірусу, який «дає змогу урядам вживати цілеспрямованих заходів… і забезпечує належний розподіл ресурсів, де це необхідно, і пом'якшення ризиків для вразливих людей у громаді».[16]
- 25 березня 2020 року: Прем'єр-міністр оголошує про створення Національної координаційної комісії з питань COVID-19 (НККК) і уточнює роль різних органів: Національний Кабінет міністрів «продовжує керувати національною реакцією на урядовому рівні. Комітет національної безпеки Кабінету з COVID-19, Робоча група та Комітет з перегляду видатків Кабінету міністрів продовжують приймати рішення, які визначають загальнонаціональні заходи на глобальну пандемію COVID-19».[17]
- 29 березня 2020 року: Національний кабінет зазначив, що темпи поширення COVID-19 уповільнюються, але загальні цифри все ще зростають, і привітав новий додаток для коронавірусу та канал WhatsApp, запущені урядом. Було оголошено про нові обмеження на зібрання в приміщенні та на вулиці лише до 2 осіб (за деякими винятками); обговорили подальші заходи соціального дистанціювання; дав додаткові поради особам похилого віку; і погодилися на мораторій на виселення протягом наступних 6 місяців як для комерційних, так і для житлових орендарів, які зазнають фінансових труднощів.[18]
- 4 травня 2020 року: Прем'єр-міністра Нової Зеландії Джасінду Ардерн запросили приєднатися до Національного кабінету на засіданні 5 травня, щоб обговорити стратегії боротьби з коронавірусом і австралійський додаток COVIDSafe.[19]
- 29 травня 2020 року: Прем'єр-міністр оголошує, що Національний кабінет замінить Раду урядів Австралії на постійній основі, збираючись щомісяця після закінчення пандемії.[20]
- 18 вересня 2020 року: Національний кабінет міністрів зібрався, щоб обговорити реакцію Австралії на COVID-19, нещодавній поступ після спалаху у Вікторії, та пом'якшення обмежень (включаючи заходи на кордонах країни).[21]
- 16 жовтня 2020 року: засідання національного кабінету перенесено через «технічні проблеми» з літаком прем'єр-міністра Моррісона.[22]
- 23 жовтня 2020 року: Національний кабінет обговорив і зробив оголошення щодо прогресу після спалаху епідемії у Вікторії, бюджету та зробив оголошення про нещодавно розроблену «Рамку відкриття Австралії до Різдва», покращення систем карантину, повернення громадян, Національний кабінет психічного здоров'я, Комітет з питань реформ, Центри екстреного реагування по догляду за літніми людьми, та створення робочої групи з питань благополуччя ветеранів.[23]
- 13 листопада 2020 р. (31-ше засідання): Національний кабінет обговорив реакцію Австралії на COVID-19, політику вакцинації проти COVID-19, рамки для повторного відкриття країни до Різдва, допомогу австралійцям у підготовці повернення до роботи в умовах, безпечних для COVID-19, рух економіки, огляд систем відстеження контактів і спалахів, австралійців, які повертаються, іноземних студентів та інших питань.[24]
- 22 січня 2021 року: Національний Кабінет міністрів зібрався для обговорення лімітів повернення з-за кордону жителів країни та вакцин проти COVID-19.[25] Форум вирішив залишитися на зниженій ставці після введення в Австралію більш інфекційного британського штаму до 15 лютого..[26] Національний кабінет міністрів також погодився з тим, що вакцина проти COVID-19 наразі не планується як обов'язкова для працівників закладів догляду за літніми людьми, але може стати такою пізніше, зазначивши занепокоєння представників галузі щодо того, що вона має бути обов'язковою.[27]
- 4 червня 2021 року: Національний кабінет міністрів зібрався, щоб обговорити заходи Австралії проти COVID-19 і зміни в австралійській стратегії щодо вакцинації проти COVID-19.[28]

## Правонаступництво Ради урядів Австралії
Були пропозиції щодо того, щоб Національний кабінет залишався на постійній основі після завершення пандемії, фактично замінивши Раду урядів Австралії. 14 квітня 2020 року прем'єр-міністр Австралії Скотт Моррісон сказав: «Процеси, які ми встановили для Національного кабінету, можуть виявитися кращим способом роботи нашої федеральної системи в майбутньому, але це буде питання іншого часу», а прем'єр-міністр Західної Австралії Марк Макгоуен сказав, що жоден інший лідер штату не заперечував, коли він висунув ідею продовження Національного кабінету. Він також сказав в інтерв'ю «The Australian»: «Процес роботи Національного кабінету міністрів усунув політичні межі, які могли перешкоджати Раді урядів».
Колишній прем'єр-міністр Південної Австралії Джей Везерілл назвав це «фантастичним нововведенням, [яке] слід продовжувати», додавши, що воно «досягло більшого за останні кілька місяців, ніж Рада урядів за багато років».
29 травня 2020 року прем'єр-міністр Австралії оголосив, що Національний кабінет замінить Раду урядів (причому Раду урядів буде скасовано), а засідання після пандемії будуть проводитися щомісяця замість засідань Ради урядів, які проводяться раз на півроку. За словами Саймона Бенсона з газети «The Australian», аналогія, використана для опису значення цього, була «ніби Організацію Об'єднаних Націй перетворили на уряд».